# Hyphovatus
Hyphovatus es un género de coleópteros adéfagos  perteneciente a la familia Dytiscidae. 

## Especies
- Hyphovatus manfredi	Wewalka & Bistrom 1994
- Hyphovatus prapatensis	Wewalka & Bistrom 1994